# ماري وايت
ماري وايت (بالأيرلندية: Mary White) (و. 1948  م) هي سياسية أيرلندية، ولدت في مقاطعة ويكلاو.

## مناصب
تولت منصب نائب دييل (14 يونيو 2007–1 فبراير 2011).

## التعليم
تعلمت في كلية الثالوث في دبلن.